# Сугэно, Таканори
Таканори Сугэно (яп. 菅野 孝憲 3 мая 1984); Фудзими, Япония) — японский футболист, вратарь футбольного клуба «Консадоле Саппоро».

## Карьера
Таканори Сугэно воспитанник футбольной академии «Токио Верди». В 2003 году Сугэно заключил свой первый профессиональный контракт с командой «Йокогама». В 2006 году выступая за ФК «Йокогама», Таканори установил рекорд Джей-Лиги 2 по количеству минут без пропущенных мячей (770 минут).
В 2007 году Таканори Сугэно дебютирует в элитном первенстве чемпионата Японии. Демонстрируя стабильную и уверенную игру, Сугэно стал обладателем награды «лучший новичок года в чемпионате Японии 2007». Благодаря великолепному дебюту в элитном первенстве, вратаря быстро заметили ведущие команды страны и в сезоне-2008 Таканори Сугэно переходит в футбольный клуб «Касива Рейсол». Именно в этой команде он добивается самых больших успехов в своей карьере, выигрывая все возможные трофеи в японском футболе.

## Интересные факты
В одном из интервью спортивному журналу «Nikkansports», бывший партнёр по команде «Касива Рейсол» Нобухиро Исидзаки признался, что рост Таканори Сугэно не 178 см. Он заявлял, что рост Исидзаки и Сугэно абсолютно одинаковый (175 см). Такое несоответствие Нобухиро объяснил тем, что в информацию о физических данных Таканори специально добавляли рост, для более привлекательной статистики вратаря.

## Достижения
Клубные
 «Касива Рейсол»
- Чемпион Японии: 2011
- Обладатель Кубка Императора: 2012
- Обладатель Кубка Японской Лиги: 2013
- Обладатель Суперкубка Японии: 2012
- Чемпион Джей-Лиги 2: 2010

 «Йокогама»
- Чемпион Джей-Лиги 2: 2006

Индивидуальные
- Лучший новичок года в Чемпионате Японии: 2007